# Waiting for Love
Waiting for Love – piosenka i singiel szwedzkiego producenta muzycznego Avicii z wokalnym udziałem wokalisty Cherry Ghost, tj. Simona Aldreda.
Singel w Polsce uzyskał status poczwórnie platynowej płyty.

## Lista utworów

### Singel cyfrowy
Premiera: 22 maja 2015
| 1. | "Waiting for Love" | 3:50  |
|    |                    |       |
|    |                    | 03:50 |
|    |                    |       |